# Zone de protection écologique
La zone de protection écologique (ZPE) est une zone maritime sous juridiction française créée en 2004 au-delà de la mer territoriale en Méditerranée, en application de la loi n° 76-655 du 16 juillet 1976 relative à la zone économique au large des côtes du territoire de la République modifiée en 2003.
Dans cette zone, qui est une version « atténuée » de la zone économique exclusive (ZEE), la France ne s'est dotée que d'une partie des compétences associées à une ZEE ; elle y assume notamment les obligations en matière de protection de l'environnement, ce qui lui permet de poursuivre devant  les tribunaux nationaux (tribunaux de l'État côtier) les infractions commises dans cette zone qui ne pouvaient être auparavant poursuivies que par l'État du pavillon, et ne l'étaient guère (dégazages et autres pollutions maritimes volontaires, par exemple).